# Rodolfo Hossinger
Rolf (Rodolfo) Hossinger (Bonpland, Misiones, 26 de abril de 1930-Buenos Aires, mayo de 2005) fue un aviador sueco-argentino, campeón mundial de volovelismo en 1960. 

## Biografía
Rolf Hossinger nació el 26 de abril de 1930, en Bonpland, localidad cercana a Oberá, Misiones. Creció de joven en Kristianstad, Suecia. Comienza a interesarse en el volovelismo pilotando planeadores primarios y posteriormente biplazas, recibiéndose de piloto planeador en 1947. En 1952, retorna a la Argentina, para instruirse como piloto privado. Tras haber finalizado en 4° lugar en un campeonato nacional en 1959, Hossinger clasifica para participar en el Campeonato Mundial de Volovelismo de 1960 en Colonia, Alemania. Se consagra campeón mundial en clase abierta, el 17 de junio, a bordo de un Skylark III
Como sueco compitió en 1971 y quedó segundo en el campeonato sueco de vuelo a vela. Hossinger participó en varios campeonatos de vuelo a vela a nivel internacional, además en competencias en Suecia y en Argentina. También voló dirigibles y aerostatos, de los cuales tenía la licencia número uno de Argentina. En 1966, ingresa a trabajar con Aerolíneas Argentinas, realizando mayoritariamente vuelos de cabotaje, hasta su retiro en 1991. Participó haciendo vuelos de evacuación en 1982 en la Guerra de las Malvinas siendo condecorado en 1988, por el presidente Carlos Menem.
El 1° de abril de 1987 Hossinger, conjuntamente con Eduardo Pablo Aráoz, realizó la primera travesía del Río de la Plata entre Argentina y Uruguay con globo de aire caliente, a los 80 años de la primera travesía con "el Pampero" globo aerostático por Aarón de Anchorena y Jorge Newbery.
Hossinger participó en varios campeonatos mundiales de vuelo a vela el último siendo el WGC en Leszno, Polonia en 2003 como capitán de la selección Argentina.